# Антикоминтерновский пакт
«Антикоминтерновский пакт» (нем. Antikominternpakt, яп. 日独防共協定 «Японо-германское соглашение по обороне от коммунизма», дата заключения — 25 ноября 1936 года. Место заключения — Берлин) — международный договор (пакт), заключённый между Германией и Японией, создавший двусторонний блок этих государств, направленный против Коммунистического интернационала (Коминтерна, откуда, собственно, и название пакта) с целью не допустить дальнейшее распространение коммунистической идеологии в мире. Пакт был подписан Иоахимом фон Риббентропом и послом Японии в Германии Кинтомо Мусякодзи. Италия, Испания и другие страны присоединились к пакту до ноября 1941 года.
Подписавшие пакт японцы надеялись, что Антикоминтерновский пакт станет альянсом против Советского Союза, что, безусловно, понимало руководство СССР. Был также секретный дополнительный протокол, который определял совместную германо-японскую политику, специально направленную против Советского Союза:188–189. Впрочем, после присоединения Италии к пакту и особенно германо-советского сближения после пакта Молотова — Риббентропа, он приобрёл всё более антизападную и антибританскую направленность.
После германо-советского пакта о ненападении в августе 1939 года Япония дистанцировалась от Германии. Действие Антикоминтерновского пакта было приостановлено в сентябре 1940 года Трёхсторонним пактом, в котором главной угрозой были объявлены Соединённые Штаты, а не Советский Союз. Впоследствии членство в Антикоминтерновском пакте стало в значительной степени церемониальным, но в ноябре 1941 года возобновление его действия привело к вступлению в него нескольких новых членов.

## История
В ноябре 1937 года к «Антикоминтерновскому пакту» присоединилась Италия в лице Бенито Муссолини, а позднее — ещё ряд государств, в которых к власти пришли правительства, разделяющие ультраправые идеологии нацизма и итальянского фашизма, либо правительства, крайне отрицательно относящиеся к СССР и коммунизму в целом. В 1939—1940 годах превращён в открытый военный союз, подкреплённый в дальнейшем двухсторонним «Стальным пактом» 1939 году Германии и Италии и общим для стран-участников Берлинским пактом 1940 года.
24 февраля 1939 года к пакту присоединились Венгрия и Маньчжоу-го.
26 марта 1939 года в условиях продолжающейся гражданской войны и под давлением Германии «Антикоминтерновский пакт» подписало правительство генерала Франко.
25 ноября 1941 года «Антикоминтерновский пакт» был продлён на 5 лет, тогда же к нему присоединились Финляндия, Румыния, Болгария, а также существовавшие на оккупированных немцами территориях марионеточные правительства Хорватии, Словакии, Дании (с оговорками) и образованное японцами на оккупированной ими части Китая правительство Ван Цзинвэя. Кроме того, Турция имела в нём статус наблюдателя.

## Статьи пакта
Статья 1. Высокие Договаривающиеся Стороны обязуются взаимно информировать друг друга относительно деятельности коммунистического «интернационала», консультироваться по вопросу о принятии необходимых оборонительных мер и поддерживать тесное сотрудничество в деле осуществления этих мер.
Статья 2. Высокие Договаривающиеся Стороны обязуются совместно рекомендовать любому третьему государству, внутренней безопасности которого угрожает подрывная работа коммунистического «интернационала», принять оборонительные меры в духе данного соглашения или присоединиться к нему.
Статья 3. Настоящее соглашение составлено на японском и немецком языках, причём оба текста являются аутентичными. Настоящее соглашение заключено на пять лет и вступает в силу со дня его подписания. Обе Договаривающиеся Стороны своевременно, до истечения срока действия настоящего соглашения, должны достигнуть взаимопонимания относительно характера их дальнейшего сотрудничества.
Имелись также дополнительные статьи к пакту, оформленные как протокол:

а) соответствующие власти обеих Высоких Договаривающихся Сторон будут поддерживать тесное сотрудничество в деле обмена информацией о деятельности коммунистического «интернационала», а также по поводу принятия разъяснительных и оборонительных мер в связи с деятельностью коммунистического «интернационала»;
б) соответствующие власти обеих Высоких Договаривающихся Сторон будут принимать в рамках ныне действующего законодательства строгие меры против лиц, прямо или косвенно внутри страны или за границей состоящих на службе коммунистического «интернационала» или содействующих его подрывной деятельности;
в) в целях облегчения указанного в пункте «а» сотрудничества между соответствующими властями обеих Высоких Договаривающихся Сторон будет учреждена постоянная комиссия, в которой будут изучаться и обсуждаться дальнейшие оборонительные меры, необходимые для предотвращения подрывной деятельности коммунистического «интернационала».

## Влияние на военное планирование
Заключение пакта заставило США начать пересмотр «оранжевого» плана войны с Японией, так как при наличии у Японии союзников в Европе, свои европейские союзники требовались также и для США.